# Un soir, un train
Pour plus de détails, voir Fiche technique et Distribution.
Un soir, un train est un film franco-belge d'André Delvaux sorti en 1968, d'après la nouvelle de Johan Daisne, De Trein der traagheid (1950).
Le film a pour thème l'incommunicabilité, mais traitée sur le mode du réalisme magique et sur fond de conflit linguistique belge.

## Synopsis
Durant l'hiver 1967-1968, Mathias est professeur de linguistique dans une université flamande qui pourrait être celle de Louvain (des allusions précises à l'Affaire de Louvain sont données au début, lorsque le professeur est confronté à une grève d'étudiants partis manifester contre la présence de francophones dans cette université). Il vit avec Anne, une Française mal à l'aise dans ce pays dont elle ne partage pas la culture, bien qu'elle s'efforce d'y participer avec bonne volonté, en travaillant comme décoratrice de théâtre pour une pièce de la Renaissance, Elckerlijc, que Mathias a adaptée. Leur vie commune, minée d'incompréhensions rentrées, se ressent de ce malaise.
Un après-midi, Mathias prend le train (à la gare d'Anvers) pour aller donner une conférence dans une autre ville. Il a la surprise de voir Anne le rejoindre dans son compartiment, apparemment pour tenter une réconciliation. Mais la présence d'autres passagers les retient de se parler. Mathias s’assoupit, et se réveille alors que le train s'est arrêté au crépuscule en pleine campagne. Anne a disparu. Mathias descend le long de la voie, retrouve deux connaissances. Le train repart brusquement, abandonnant les trois hommes dans un univers totalement incompréhensible, où ils tentent vainement de se conduire de façon rationnelle.
Une édition DVD a été proposée en mars 2023, dans la version restaurée de 2021 se déclarant conforme aux souhaits du réalisateur, elle modifie quelque peu la séquence dans le compartiment du train centrée sur les souvenirs de Mathias ; notamment le flash onirique prémonitoire de l'accident a disparu, un plan apaisé du couple Anne-Mathias allongé, vivant, dans le bois, le remplace ; le parcours de Mathias dans le couloir du train à la recherche d'Anne s'attarde maintenant sur les passagers endormis. Enfin, dans l'étrange guinguette, quand la foule des danseurs se disperse précipitamment sur un sifflet de train, un plan Moïra-Val-Mathias puis Val-Mathias seuls, dans un ultime échange (absent de la version 1968), enchaînera sur le plan en fondu Moïra-Mathias et la scène des secours sur l'accident. Les variations colorimétriques signent les plans de substitution.

## Fiche technique
- Titre : Un soir, un train
- Réalisation : André Delvaux
- Scénario : d'après le roman de Johan Daisne De Trein der traagheid (litt. « Le Train de l'inertie »[2])
- Musique : Frédéric Devreese
- Directeur de la photographie : Ghislain Cloquet
- Son : Antoine Bonfanti
- Décors : Claude Pignot
- Productrice : Mag Bodard
- Directeur de production : Philippe Dussart
- Sociétés de production : Parc Film, Fox Europa, Les Films du siècle
- Pays d'origine : France et Belgique
- Langue : français
- Durée : 88 minutes
- Dates de sortie :    
  - Allemagne de l'Ouest : 6 septembre 1968
  - France : 22 novembre 1968
- Affiche : Enzo Nistri (Italie)

## Distribution
- Yves Montand : Mathias
- Anouk Aimée : Anne
- Adriana Bogdan : Moïra, la serveuse du restaurant
- Hector Camerlynck : Hernhutter
- François Beukelaers : Val
- Michael Gough : Jeremiah
- Senne Rouffaer : l'acteur jouant Elckerlijc
- Domien De Gruyter : Werner
- Jan Peré : Henrik
- Nicole Debonne : une jeune femme
- Wilfried Coppens : un jeune homme dans le train
- Greta Van Langhendonck : une jeune femme dans le train
- Patrick Conrad : le maître d'hôtel
- Jacqueline Royaards-Sandberg la grand-mère
- Denise Zimmerman : l'étudiante
- Catherine Dejardin : la sœur
- Albert Belge : le collègue
- Frédéric Devreese : le copain

## Tournage
Les scènes en intérieur sont tournées aux studios de Billancourt en France. Les prises de vue en extérieur sont réalisées dans les rues d'Anvers et les plaines de la province d'Anvers, ainsi qu'à l'abbaye de Parc à Heverlee (Brabant flamand), à l'église Saint-Donat et dans les rues d'Arlon (province de Luxembourg) en Belgique. Des scènes sont également tournées à Londres dans le quartier Rotherhithe, notamment au Angel Pub.